# Gukhwappang
Gukhwappang là một thức ăn đường phố được bán ở Triều Tiên. Nó có hình dạng của một bông hoa.